# Христо Арищиров
Христо Георгиев Арищиров е български диригент и хорист.

## Биография
Роден е на 13 април 1933 година в Горна Джумая. Започва да дирижира хора в гимназията и пее в читалище „Никола Вапцаров“. Христо Арищиров следва в Българската държавна консерватория и завършва диригентския клас на професор Георги Димитров. Занимава се изключително с музика и най-вече с хорово изкуство.
От 1978 година до 1980 година е консултант към Първия български хор „Янко Мустаков“ в Свищов, с който постига големи успехи и организира хоровите празници „Янко Мустаков“.
Професор Арищиров е сред създателите на специалност Хорово движение е Югозападния университет в родния си град. Основава академичния смесен хор, който днес е преименуван в негова чест. Председател е на Българския хоров съюз.
На 25 май 1982 година е обявен за почетен гражданин на Свищов, а на 25 май 2000 година е обявен за почетен гражданин на Благоевград.
Умира през 2002 година.